# Aeroporto Internacional Salgado Filho

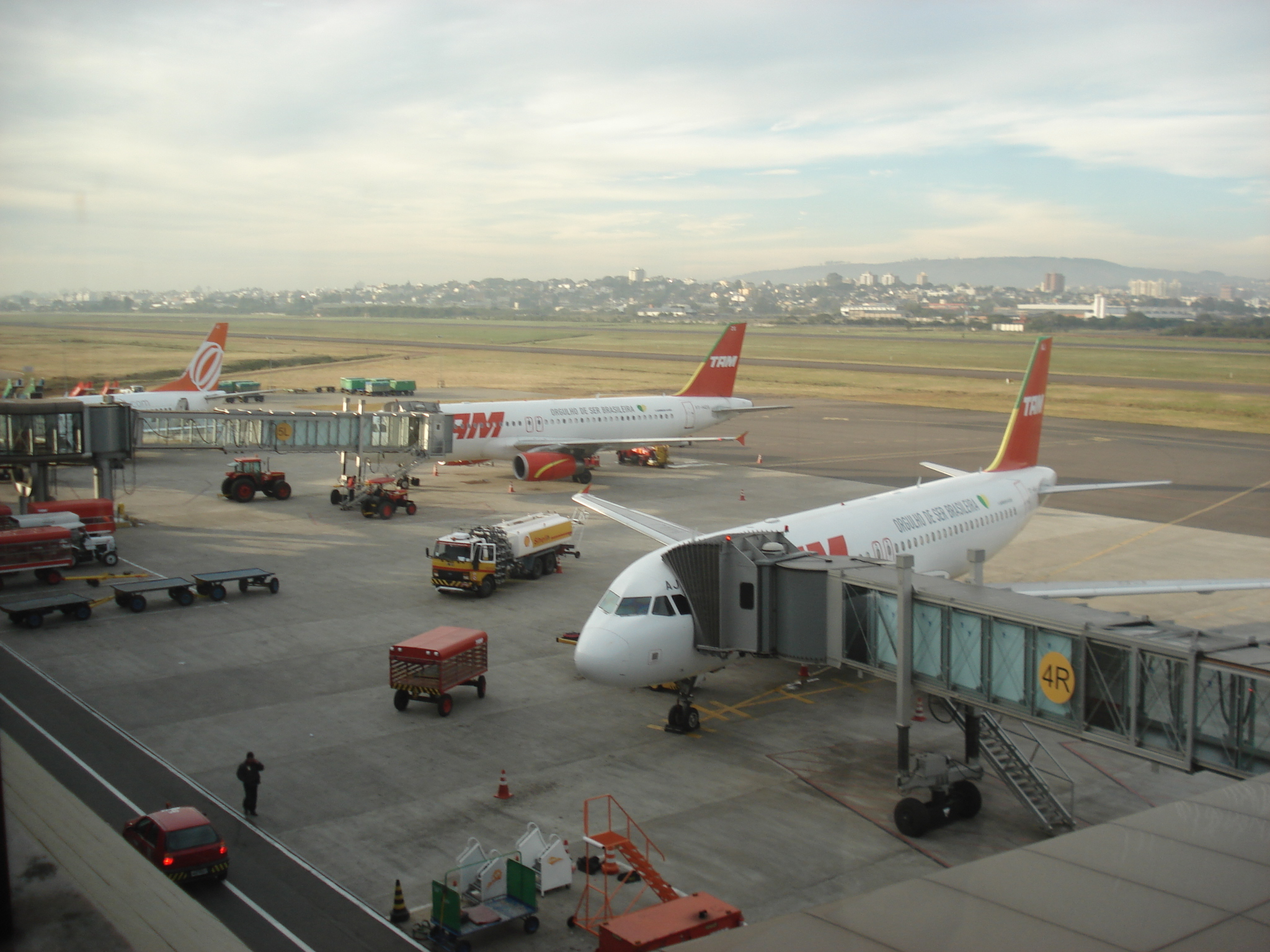
TAM Airlines en Gol Transportes Aéreos vliegtuigen op Salgado Filho.

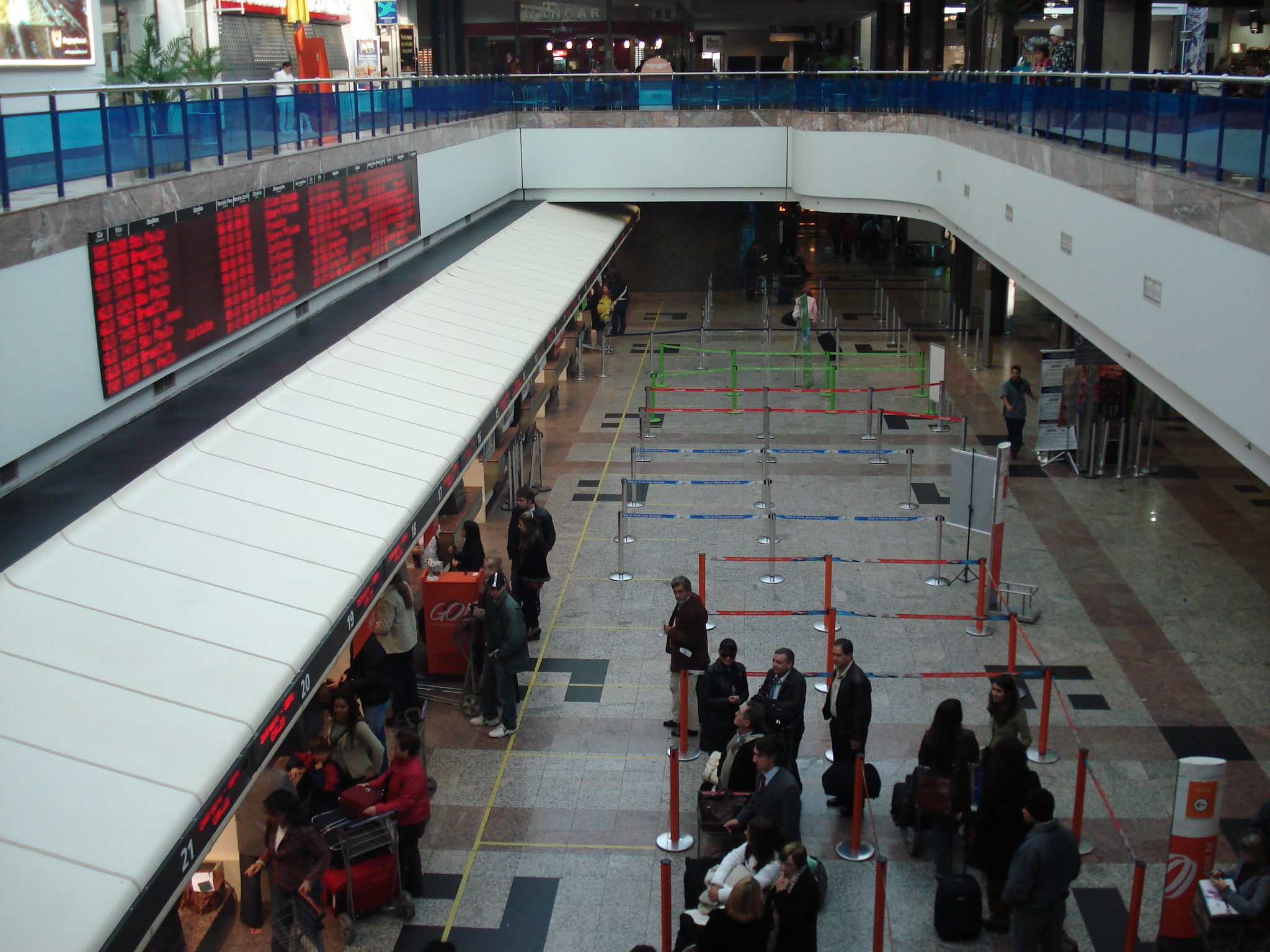
Check-in.

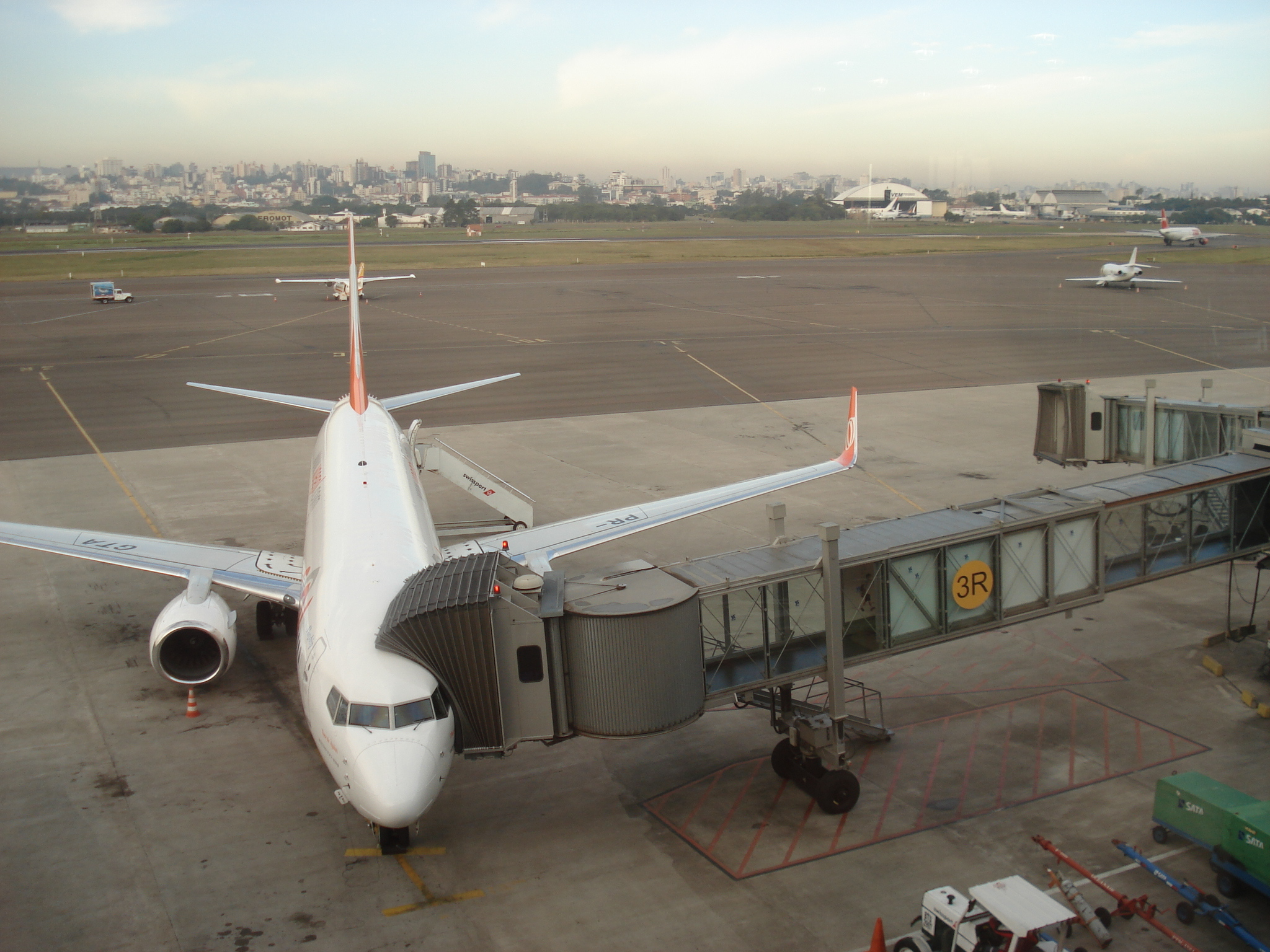
Gol 737–800 PR-GTA bij Terminal 1, gate 3 rechts.

Luchthaven Salgado Filho International is de luchthaven van Porto Alegre, Brazilië. Hij is vernoemd naar de senator en eerste minister van de Braziliaanse luchtmacht Joaquim Pedro Salgado Filho (1888–1950), die op 20 juni 1950 om het leven kwam bij een vliegtuigongeluk dat plaatsvond in Porto Alegre.
In 2012 was de luchthaven 9e in termen van getransporteerde passagiers in Brazilië, waarmee het een van de drukste luchthavens van het land is. De luchthaven wordt uitgebaad door Infraero.

## Historie
Salgado Filho had oorspronkelijk de naam Luchthaven São João Federal, genoemd naar de wijk waarin hij gelegen is. In eerste instantie was de luchthaven van een besloten vereniging, waar de eerste vliegtuigen landen op 31 mei 1923.
In 1932, toen Varig een luchthaven nodig had omdat het zijn watervliegtuig verving door vliegtuigen met onderstel, werd de luchthaven Varig's eerste basis. Het duurde echter nog tot 1940 voordat de eerste passagiersterminal werd geopend.
Op 12 oktober 1951 werd de luchthaven hernoemd naar Luchthaven Salgado Filho, naar de senator en minister een jaar eerder om het leven kwam met een SAVAG vliegtuig dat vertrokken was van Porto Alegre.
In 1953 werd de oude terminal onderdeel van de onderhoudsvoorzieningen van Varig, werd er een nieuwe terminal geopend, en werden de landingsbanen verhard. Tot dan toe konden grotere vliegtuigen, zoals de Lockheed L-049 Constellations, alleen landen op de luchtmachtbasis Canoas. Deze nieuwe terminal is de huidige Terminal 2. Hij onderging grootschalige renovatie en vergrotingswerkzaamheden tussen 1969 and 1971, maar vanwege het toenemende verkeer werd er nog een nieuwe faciliteit, de huidige Terminal 1, gebouwd. Deze terminal werd geopend op 11 september 2001.
Terminal 2 werd hierna slechts door kleine luchtvaart en vrachtvervoer gebruikt. Op 8 september 2010 werd, in verband met toenemende passagiersaantallen, echter besloten om de terminal te renoveren en hem opnieuw voor passagiersvervoer te gebruiken. De vernieuwde terminal werd op 4 december 2010 in gebruik genomen.
Het totale oppervlak van de luchthaven is circa 3.805.810,04 m². Terminal 1 is 37.600 m² en heeft 16 gates. Terminal 2 is 15.540 m². Tegenover terminal 1 bevindt zich een parkeerplaats met 1.440 plaatsen.
Een van de twee TAP Maintenance & Engineering faciliteiten in Brazilië bevindt zich op de luchthaven.

## Bereikbaarheid

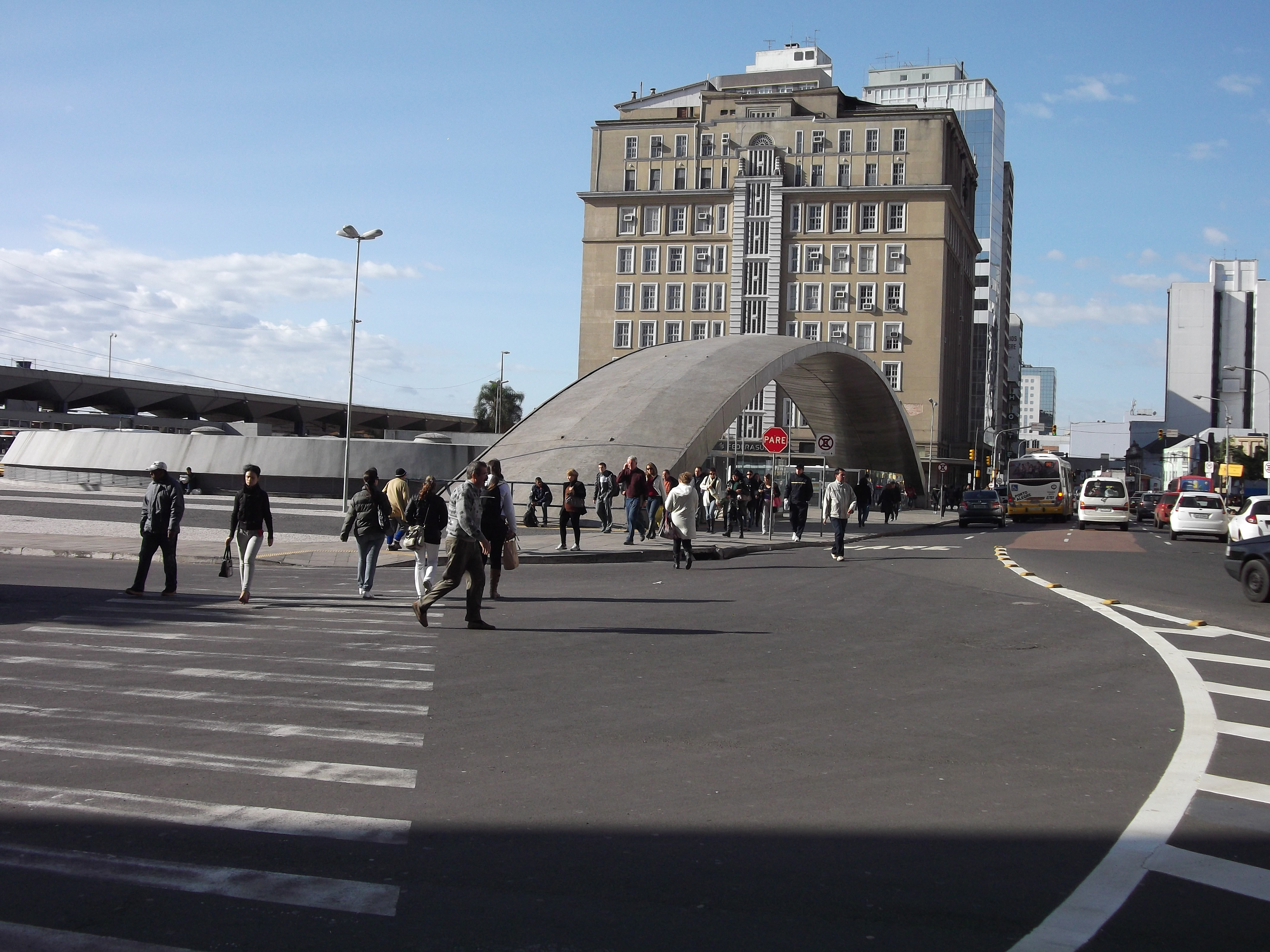
De metro verbindt de luchthaven met het centrum.

Het vliegveld bevindt zich 6 kilometer ten noordwesten van het centrum van Porto Alegre. De luchthaven is bereikbaar via metro, taxi en bus.

### Metro
Een people mover (Aeromóvel) verbindt de luchthaven met het luchthavenstation van de Metro van Porto Alegre sinds 10 augustus 2013. De metro verbindt de luchthaven met het centrum van Porto Alegre en andere plaatsen binnen de metropool.

### Taxi
Terminals 1 en 2 hebben taxi services.

### Bus
De bus lijn T5 verbindt Terminal 1 met de stad Porto Alegre.

## Ongelukken en incidenten

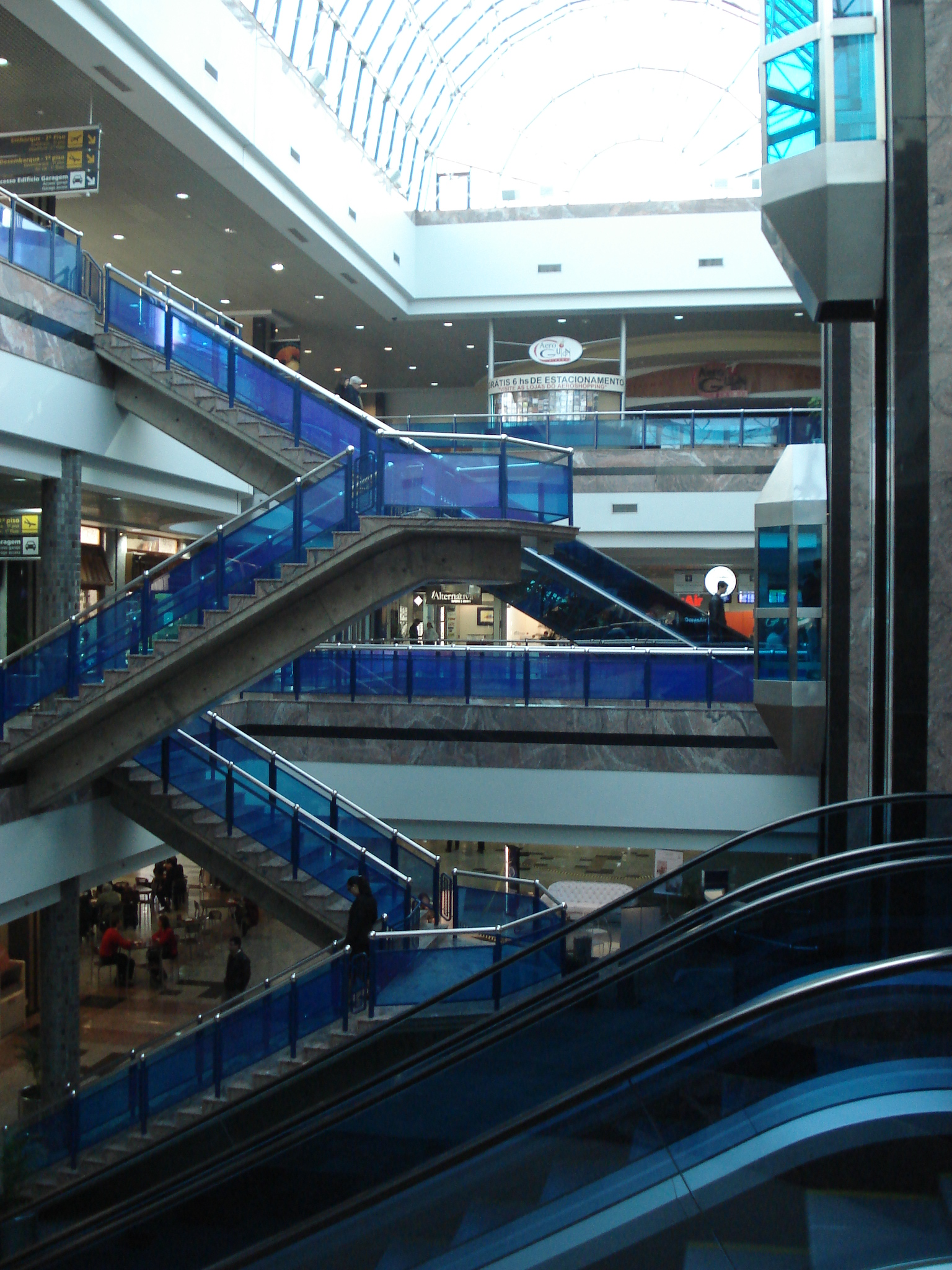
De luchthaven van binnen.

### Ongelukken
- 28 februari 1942: een Junkers Ju-52/3m van Varig met registratie PP-VAL crashte kort na het opstijgen van Porto Alegre. Zeven van de 23 inzittenden kwamen hierbij om, waaronder de 2 bemanningsleden.[8][9]
- 20 juni 1944: een Lockheed 10 A/E Electra van Varig met registratie PP-VAQ crashte in de Guaíba rivier tijdens het landen op Porto Alegre na een vlucht van Luchthaven Pelotas International tijdens een storm. Alle 10 inzittenden kwamen hierbij om.[10][11]
- 2 augustus 1949: een Curtiss C-46AD-10-CU Commando van Varig met registratie PP-VBI die onderweg was van de Luchthaven Congonhas naar Porto Alegre maakte een noodlanding op ruw terrein in de buurt van Jaquirana, circa 20 minuten voor de geplande landing te Porto Alegre, nadat er brand was uitgebroken in het vrachtcompartiment. Vijf van de 36 inzittenden kwamen hierbij om.[12][13]
- 30 juni 1950: een Lockheed Model 18 Lodestar van SAVAG met registratie PP-SAA, onderweg van Porto Alegre naar de luchthaven van São Borja botste tegen een heuvel tijdens slecht weer, vloog in brand en crashte in de buurt van São Francisco de Assis. Alle 10 inzittenden kwamen hierbij om, waaronder de piloot en oprichter van SAVAG Gustavo Kraemer, en Joaquim Pedro Salgado Filho, senator en eerste Minister van de Luchtmacht in Brazilië.[14][15]
- 14 oktober 1952: een Douglas C-47-DL van Aerovias Brasil met registratie PP-AXJ uitgevoerd door Real Transportes Aéreos en onderweg van Luchthaven Congonhas naar Porto Alegre raakte de grond in de buurt van São Francisco de Paula tijdens een vlucht in slechte weersomstandigheden. Van de 18 inzittenden kwamen er 14 om het leven.[16][17]
- 18 oktober 1957: een Douglas C-47A-80-DL van Varig met registratie PP-VCS die een vrachtvlucht van Porto Alegre uitvoerde, crashte tijdens het opstijgen. De twee bemanningsleden kwamen om het leven.[18]

### Incident
- 30 mei 1972: een Lockheed L-188 Electra van Varig met registratie PP-VJL die onderweg was van Luchthaven Congonhas naar Porto Alegre werd gekaapt. De kaper eiste geld, maar het vliegtuig werd bestormd en de kaper doodgeschoten.[19]